# آر… راجکومار
آر… راجکومار (به هندی: R... Rajkumar) فیلمی است محصول سال ۲۰۱۳ و به کارگردانی پرابو دوا است. در این فیلم بازیگرانی همچون شاهد کاپور، سوناکشی سینها، سنو سود، اشیش ویدیارتی، آسرانی، موکول دو، پونم جهاور ایفای نقش کرده‌اند.